# 洋酢浆草科
洋酢浆草科又名节柄科、鳞球穗科或鳞穗木科，只有2属2-3种，其中Lepidobotrys staudtii分布在西非热带地区，Ruptiliocarpon caracolito分布在中美洲和南美洲秘鲁热带地区。
本科植物为灌木，单叶互生，有托叶和刺；小花，花瓣5；果实为蒴果。
1981年的克朗奎斯特分类法将其列入酢浆草科，1998年根据基因亲缘关系分类的APG 分类法维持原分类，2003年经过修订的APG II 分类法认为应该单独分出一个科，列在卫矛目下。